# 장닭 고교 얄개
"장닭 고교 얄개"는 한국에서 제작된 김주희 감독의 1992년 영화이다. 정명현 등이 주연으로 출연하였고 성덕효 등이 제작에 참여하였다.

## 출연

### 주연
- 정명현
- 정세혁
- 원종례
- 홍정희

## 기타
- 원작자: 조흔파
- 조명: 한희창